# Squalius pyrenaicus
Squalius pyrenaicus är en fiskart som först beskrevs av Günther, 1868.  Squalius pyrenaicus ingår i släktet Squalius och familjen karpfiskar. Inga underarter finns listade i Catalogue of Life.